# كارول آن كانويل
كارول آن كانويل (بالإنجليزية: Karol-Ann Canuel)‏ (و. 1988  م) هي دراجة كندية، ولدت في أموس، كيبك، شاركت في ركوب الدراجات في الألعاب الأولمبية الصيفية 2016.

## التعليم
تعلمت في Université du Québec en Outaouais ‏
.

## سجل الفوز

### سباقات أو مراحل فاز بها
| التاريخ       | السباق                                                          | المركز                   |
| ------------- | --------------------------------------------------------------- | ------------------------ |
| 23 مايو 2010  | Tour de l'Aude Cycliste Féminin 2010                            | السابع في تصنيف أفضل شاب |
| 14 أغسطس 2010 | 2010 La Route de France                                         | الخامس في تصنيف أفضل شاب |
| 21 مايو 2011  | جائزة غاتينو الكبرى للدراجات 2011                               | السابع في التصنيف العام  |
| 27 مايو 2011  | Grand Prix du Morbihan Féminin 2011                             | الثالث في التصنيف العام  |
| 17 يوليو 2011 | 2011 Tour de Bretagne Féminin                                   |                          |
| 25 مارس 2012  | تروفيو ألفريدو بيندا كومون دي سيتيجليو 2012                     | التاسع في التصنيف العام  |
| 18 أبريل 2012 | فليش والون للسيدات 2012                                         | العاشر في التصنيف العام  |
| 12 أغسطس 2012 | 2012 La Route de France                                         | التاسع في التصنيف العام  |
| 25 مايو 2013  | Grand Prix du Morbihan Féminin 2013                             | الثاني في التصنيف العام  |
| 28 يوليو 2013 | Tour de Charente-Maritime féminin 2013                          |                          |
| 28 أغسطس 2013 | 2013 تور دي آرديش للسيدات                                       |                          |
| 25 يونيو 2015 | سباق الطريق ضد الساعة للسيدات في بطولة كندا لسباق الدراجات 2015 | الفائز في التصنيف العام  |
| 23 يوليو 2015 | سباق تورينجيا للسيدات 2015                                      |                          |
| 28 يونيو 2016 | سباق الطريق ضد الساعة للسيدات في بطولة كندا لسباق الدراجات 2016 |                          |
| 27 يونيو 2017 | سباق الطريق ضد الساعة للسيدات في بطولة كندا لسباق الدراجات 2017 | الفائز في التصنيف العام  |
| 21 يونيو 2018 | سباق الطريق ضد الساعة للسيدات في بطولة كندا لسباق الدراجات 2018 |                          |
| 28 يونيو 2019 | سباق الطريق ضد الساعة للسيدات في بطولة كندا لسباق الدراجات 2019 |                          |
| 29 يونيو 2019 | سباق الطريق للسيدات في بطولة كندا لسباق الدراجات 2019           | الفائز في التصنيف العام  |

## روابط خارجية
- كارول آن كانويل على موقع الاتحاد الدولي للدراجات (الإنجليزية)
- كارول آن كانويل على موقع أرشيف الدراجات (الإنجليزية)
- كارول آن كانويل على موقع إحصائيات الدراجات الإحترافية (الإنجليزية)
- كارول آن كانويل على موقع نسبة الدراجات (الإنجليزية)
- كارول آن كانويل على موقع CycleBase (الإنجليزية)
- كارول آن كانويل على موقع CyclingDatabase.com (مؤرشف) (الإنجليزية)
- كارول آن كانويل على موقع اللجنة الأولمبية الدولية (الإنجليزية)
- كارول آن كانويل على موقع أوليمبيديا (الإنجليزية)
- كارول آن كانويل على موقع اللجنة الأولمبية الكندية (الإنجليزية)